# Snödrömmar
Snödrömmar (sydsamiska: Lopmenïekedassh) är SVT:s julkalender 2024, regisserad av Jacob Seth Fransson, Jonas Wallerström och Gustaf Åkerblom efter ett manus av Wallerström, Inger Scharis, Oskar Östergren Njajta, Annica Wennström, Jacob Seth Fransson och Aida Wondimu. I huvudrollerna syns Anna Åsdell, Pávva Pittja, Christine Meltzer, Olle Sarri, Måns Nathanaelson, Shirley Clamp och barnskådespelarna Ellá Márge Nutti och Hedvig Åhrén.
I serien talas svenska och sydsamiska. SVT sände också serien dubbad till sydsamiska och i originalversion med nordsamiska undertexter.
Julkalendern utspelar sig hos en samisk familj på det fiktiva fjället Gavmofjäll där snön det året inte faller. Anna Croneman, programchef på SVT, har beskrivit serien som ett "juläventyr i en magisk fjällvärld".

## Handling
Julkalendern handlar om en sydsamisk familj som driver en skidanläggning i Gavmofjäll i kommunen Lilluman när snön ett år inte faller på just deras fjäll. Familjens två döttrar Ristin och Aila blir indragna i ett mysterium när de försöker ta reda på varför snön har uteblivit.
Flickornas nyligen avlidna mormor kände till hemligheten och hennes ande försöker vägleda sina barnbarn. Kommunalrådet Lena vill köpa upp familjens skuldtyngda skidanläggning, starta en gruva och gräva efter en unik sorts kristall som bara finns där och bygga en arena för pengarna från kristallerna. 

## Rollista
| Ellá Márge Nutti          | – Ristin                    |
| Hedvig Åhrén              | – Aila                      |
| Anna Åsdell               | – mamma Maggan              |
| Pávva Pittja              | – Nils-Anders               |
| Christine Meltzer         | – Lena                      |
| Olle Sarri                | – Sören                     |
| Måns Nathanaelson         | – Olle                      |
| Shirley Clamp             | – Rebecka                   |
| Olov-Anders Sikku         | – Antaris                   |
| Andreas Lantz             | – mystiska mannen           |
| Nik Märak                 | – Sire                      |
| Ánndaris Rimpi            | – Krästa                    |
| Per-Henrik Marakatt Mangi | – Dortje                    |
| Maj-Doris Rimpi           | – Stina                     |
| Ola Stinnerbom            | – Per Markus                |
| Maxida Märak              | – sig själv                 |
| Jörgen Stenberg           | – jojkare                   |
| Per Olof Nutti            | – jojkare                   |
| Odd Willenfeldt           | – samiska läraren Ol Heikka |

## Produktion
Serien producerades av FLX i samarbete med Sveriges Television och Filmpool Nord med en budget på 29 250 000 svenska kronor.

### Förproduktion
2021 fick Jonas Wallerstam i uppdrag av produktionsbolaget FLX att skriva ett uppslag till en julkalender i TV. SVT ville enligt Wallerström uttryckligen inte ha en kalender där själva julen var hotad eller där jultomten får förhinder. Parallellt med idéarbetet läste Wallerström boken Herrarna satte oss hit av Elin Anna Labba och kom på att serien kunde vara ett julmysterium om samerna och att årets snö hade blivit fördröjt. Wallerström tog senare kontakt med manusförfattarna Oskar Östergren Njajta och Annica Wennström och dramaturgen Inger Scharis. Manusarbetet inleddes 2022 och tog runt ett år att skriva. Uppdraget att regissera årets julkalender föll under våren 2023 på Jacob Seth Fransson och Jonas Wallerström.  
I juni 2023 inleddes rollsättningen av barnskådespelarna och samiska statister. Produktionen fick in runt 30-40 ansökningar. Rollsättningen sköttes av Lars-Ola Marakatt som tog kontakt med tilltänkta personer. Dessa skickade sedan in provfilmer och godkändes för audition i Stockholm.
Ristin och Ailas rollfigurer var först tänkta att vara tvillingar. När Ellá Márge Nutti kom till en första provfilmning framgick det inte att det gällde för 2024 års julkalender i SVT så Nutti tackade nej till rollen dels för att hon inte ville spela tvilling mot den yngre Hedvig Åhrén. Efter att ha gått på en andra provfilmning frågade produktionen om Nutti ville vara med i 2024 års julkalender i SVT och hon tackade ja.
Att inkludera samiska kreatörer har varit viktiga i hela produktionen. Manusförfattare Oskar Östergren Njajta tycker det är viktigt att samiska barn och ungdomar får se att deras värld är lika mycket värd som andra och att den också kan bli gestaltad.

### Inspelning
Östergren Njajta hade Laxfjället i Tärnaby i åtanke när han skrev på manuset. Men eftersom finansiärerna till serien ville spela in serien i Norrbotten flyttades inspelningarna till Kåbdalis.
Julkalendern började spelas in 4 september 2023 i Kåbdalis, Bredsel och Älvsbyn i Norrbotten och förväntades pågå i två och en halv månad. De första 7 veckorna spelades scener in i Kåbdalis och produktionens sista två veckor spelades in i och runt Älvsbyn.
Älvsbyns kommunhus användes som exteriör och interiör för Lill-Umans kommunhus. Det spelades in scener i stora salen, kontorsrum, konferensrum och i katakomberna under kommunhuset. Kommunanställda agerade statister under inspelningarna.
När scener skulle spelas in i Vistträsks skogar i närheten av Älvsbyn började det dock snöa. Detta ledde till att produktionsteamet fick kalla in saneringstekniker från Luleå som smälte bort snön innan inspelningarna kunde återupptas.
Knappt två månader senare var större delen inspelningarna färdiga och den sista scenen i Älvsbyn spelades in den 2 november samma år. Några scener spelades in i Kanis skidbacke den 30 januari 2024.
I slutet av november spelades kompletterande scener in i Independant Studios studior i Stockholm där dekorerna skapades av Lisanne Fransen på Independent Dekor. I inspelningarna skapades en fjällvärld där scener med norrsken spelades in, en stor kåta som agerade samlingsplats för figurerna i serien med separat interiör och en grotta med en magisk brunn och en stor vattenspegel.
Delar av dekoren skapades av en såg i Blackstaby utanför Flen. Porträttet av familjens aahka Stina målades av Per Elof Nilsson Ricklund.
Saajvoefolkets dräkter och smycken utformades och skapades av slöjdaren Lova Isabelle Lundberg.

### Efterproduktion
Efterproduktionen översågs av Håkan Karlsson och Mats Dante Jernudd på People in the Park. Klippningen utfördes av Magnus Häll, Selina Håkansson och Tove Lamm. De digitala effekterna skapades av Peter Mattsson och Anders Sundqvist medan Mikael Brodin, Robin Svensk Funck och Gabrielle Wikhede skötte ljuddesignen.

### Musik
Musiken i serien komponerades av Maxida Märak och Jon Rinneby. Märak och Rinneby fick uppdraget att skriva musiken medan serien fortfarande spelades in men fick läsa igenom manuset. Märak medverkar även i serien som sig själv där hon framför låten "Nu brinner ängarna" från albumet Arvet.

### Papperskalender
Årets papperskalender illustrerades av Inga-Wiktoria Påve och föreställer den snöfyllda skidanläggningen i Gavmofjäll med flera av rollfigurerna, däribland Ristin och Aila med skidor över axlarna.

### Lucköppning
Lucköppningen sköts av Malin Olsson, SVT visar också lucköppning på samiska med Marit Kuhmunen Blom där olika samiska berättelser och varelser presenteras.

## Mottagande

### Kritiker
Serien mottogs i allmänhet positivt av kritiker och mottog ett snittbetyg på 3,8 på kritiker.se.
Frida Lindström på Borås Tidning beskrev serien som ett "i mångt och mycket [...] klassiskt julkalenderäventyr" med "förbaskat fin story med många djup och bottnar". Vidare tyckte Lindström skådespelarinsatserna och manuset höll hög kvalité men kritiserade i viss mån berättarrösten, som upplevdes som "grötig och raspig", samt likheter mellan den präktiga Ristin och Greta Thunberg.
Lars Böhlin på Västerbottens-Kuriren som sett de första sju avsnitten tyckte julkalender lyckades väva ihop det världsliga med det mystiska och övernaturliga och hyllade musiken av Maxida Märak och Jon Rinneby och skådespelarinsatserna. Böhlin tyckte också serien var spännande med ett rappt tempo men var dock tveksam inför om serien kunde behålla det höga tempo som kännetecknade de första sju avsnitten och bemärkte också att serien lämpade sig för barn från runt 7 år.
Karolina Fjellborg på Aftonbladet gav serien 4 av 5 i betyg och beskrev den som en "lyckad blandning av gammalt och nytt, folktro och humor". Fjellborg beskrev serien som den bästa julkalendern sedan Mirakel från 2020 och hyllade i synnerhet manuset, tempot, karaktärerna, skådespelarinsatserna och musiken.
| ”                                 | "Snödrömmar" överraskar positivt genom att på ett otvunget sätt blanda samisk folktro, gamla traditioner och lokala talanger med modern humor och profiler som hela Sverige känner igen, i en fördelaktigt platsspecifik men i grund och botten också allmängiltig historia. Om att respektera och vara lyhörd för både naturen och sin egen familjehistoria, och om att hitta hem. | „ |
| – Karolina Fjellborg, Aftonbladet | |   |

Fredrik Sahlin på Dagens Nyheter gav serien 3 av 5 i betyg och tyckte serien hade en märkbart låg budget med trista kulisser i Saajvoe och en helig sten som ser ut som den "skulle kunna vara norpad från förskolans pysselhörna". Han tyckte serien hade ojämna skådespelarinsatser och gillade i synnerhet Christine Meltzers insats som kommunalrådet Lena. Sahlin menade på att serien hade tydliga pedagogiska lärdomar som inte störde så mycket och sammanfattade med att den är "inte alls nydanande, kommer inte att bli en av klassikerna, men mitt engagemang räcker ändå hela vägen fram till julafton".
Mattias Bergqvist på Expressen gav serien 3 av 5 i betyg. Bergqvist tyckte att SVT:s beskrivning av serien stämde bra överens med innehållet, att serien har lite mer drama med lite mer humor än tidigare julkalendrar och beskrev den som en historia som bär mycket på sina axlar med en tematik som går att dra till klimatförändringar men behandlar fint naturen och dess betydelse. Han tyckte däremot det var synd att rollfigurerna var stereotyper för att rikta sig till en bredare publik men att Christine Meltzer gör en bra insats som kommunalrådet Lena Britén vars karaktär egentligen är en stereotyp på pappret men att Meltzer gör det till en fullödig rollfigur.
Lucia Haag på Sydsvenskan gav serien 2 av 5 i betyg såg en "berättelse om samer som mer vill undervisa än underhålla" och att "för att vara inspirerade av ett så rikt arv och berättartradition är resultatet förvånansvärt futtigt". Hon tyckte skådespelarinsatserna var varierande men hyllade Christine Meltzer  som kommunfullmäktige Lena och beskrev grundidén som "både rolig och spännande" om än lite uttjatad med outnyttjad potential.
| ” | Med en budget på över 29 miljoner kronor kan man inte förstå hur de lyckats få allt att se så billigt ut. Fotot är totalt intetsägande och för att kompensera har man dragit upp färgerna ordentligt i efterbearbetningen. Scenografin är plastig och miljöerna märkligt kulissartade. Skrala ljusslingor är menade att sköta julstämningen och alla kläder i bild ser ut att komma direkt från butikshyllan, med påstrukna Gavmo-loggor på samtliga ytor där de fäster. Hos Saajvoe-folket är det folktomt (åtta glada statister i en green-screenstudio) och den viktiga kristallen tjelmetje är obegripligt torftig gjord. | „ |

Sofie Landgren på Filmtopp gav de första 4 avsnitten 4 av 5 i betyg och beskrev atmosfären, manuset och i synnerhet skådespelarinsatserna i goda ordalag. Anna Hellgren på Expressen beskrev serien som "full av action, ett spännande och ganska läskigt äventyr" med bra musik av Maxida Märak men såg vissa politiska teman som skulle kunna provocera. Erika Hallhagen på Svenska Dagbladet gav serien 5 av 6 i betyg och beskrev det som ett "precis lagom juligt äventyr" och hyllade i synnerhet skådespelarinsatserna. Ylva Eggehorn på Sveriges Radio gav serien 4 av 5 i betyg. Jan Andersson på Göteborgs-Posten såg brister i inledningen av serien men kom snabbt i den och beskrev den som en i "det hela taget en mysig, underhållande och lite förvirrande julkalender där jultrivseln mest påträffas inomhus".

### Publik
Det första avsnittet sågs av 1 077 000 tittare linjärt vilket gjorde det till det tredje mest sedda programmet linjärt under vecka 48 och 967 000 tittare online vilket slår det föregående tittarrekordet som hölls av fjolårets julkalender Trolltider – legenden om bergatrollet.
Serien hade ett totalt snitt på 2 600 000 tittare per avsnitt, både linjärt och digitalt räknat fram till 3 januari 2025, medan 6 700 000 tittare vid samma tidpunkt hade sett någon del av serien.
Serien fick ett gott mottagande på sociala medier.
Skånska Dagbladet anordnade en barnpanel med två barn som såg de första tre avsnitten. Barnen, mellan 5 och 8 år gamla, var överens om att det var en bra serie som var mer spännande än förra årets julkalender Trolltider – legenden om bergatrollet. Trelleborgs Allehanda anordnade en barnpanel med fyra barn som såg de första tre avsnitten. Barnen, mellan 8 och 10 år gamla, hyllade serien och beskrev den som spännande och rolig. Sveriges Radio Gävleborg intervjuade barn som efter att ha sett två avsnitt tyckte att de serien var spännande och rolig. Sveriges Radio Sjuhärad intervjuade fyra elever i tredje klass i Björkhöjdskolan i Borås som gav serien fem i betyg.
Västerbottens-Kuriren intervjuade den 13 december 10 barn mellan 4-11 års ålder i Umeå om vad de tyckte om serien. Reaktionerna var övervägande positiva. Mikaela Hedberg och Anders Malmberg på Helsingborgs Dagblad gjorde ett reportage den 13 december hos F-klass på Råå Södra skola där alla barnen i klassen följde och gillade serien.

## Utmärkelser
- 2025 – Årets Gregorius till Jonas Wallerström, Olov-Anders Sikku och Hedvig Åhrén för deras arbete med julkalendern Snödrömmar.[70][71]
- 2025 – på Riagalan nominerades och vann Wallerström priset Årets berättare medan Elin Falck nominerades till Årets producent.[72][73]

## Eftermäle
Rekvisita från serien finns utställda på Aejlies i Tärnaby däribland Tjelmetje som senare lånades ut till Kåbdalis skidanläggning för allmän beskådning. Inför Jokkmokks marknad 2025 öppnade muséet Ájtte en utställning med Tjelmetje. I april 2025 höll Åsele bibliotek ett evenemang med Snödrömmar-tema där bland annat Tjelmetje och oljemålningen av Aahka visades upp för besökare. Under påsken 2025 hade Fjäll- och skrivargården i Marsliden en utställning där bland annat oljemålningen föreställande barnens Aahka ställdes ut.
Kåbdalis skidanläggning, där scenerna för seriens Gavmofjäll spelades in, upplevde en ökning av turism som kunde spåras till julkalendern.

### Webbkällor
- ”Snödrömmar”. Sveriges Television. 11 oktober 2024. https://credits.svt.se/snodrommar/. Läst 14 oktober 2024.

### Fotnoter
1. 1 2 3 4 5 6 7 8 9 10 11 12 13 14 15 16 17 18 19 20 21 22 23 24 25 26  Snödrömmar – Medverkande, Sveriges Television, läs online, läst: 14 oktober 2024.[källa från Wikidata]
2. 1 2 3 4  Snödrömmar – årets julkalender på SVT, 4 november 2024, läs online, läst: 13 december 2024.[källa från Wikidata]
3. ↑  ”Snödrömmar – årets julkalender på SVT”. omoss.svt.se. 4 november 2024. https://omoss.svt.se/arkiv/nyhetsarkiv/2024-11-04-snodrommar---arets-julkalender-pa-svt.html. Läst 22 november 2024.
4. 1 2  ””Snödrömmar” är årets julkalender 2024: Allt du behöver veta”. www.aftonbladet.se. 4 november 2024. https://www.aftonbladet.se/nojesbladet/tv/a/4Brd9G/julkalendern-2024-ar-snodrommar-det-handlar-den-om. Läst 4 november 2024.
5. 1 2 3  Holgersson, Josefine (6 september 2023). ”Så blir SVT:s julkalender 2024: ”En magisk fjällvärld””. SVT Nyheter. https://www.svt.se/nyheter/sapmi/sa-blir-julkalendern-2024. Läst 6 september 2023.
6. ↑  ”Snödrömmar är nästa julkalender på SVT – nu börjar inspelningen”. Filmtopp.se. https://www.filmtopp.se/nyhet/svtplay-snodrommar-ar-nasta-julkalender-pa-svt-nu-borjar-inspelningen. Läst 6 september 2023.
7. ↑  ”Verksamhetsberättelse 2023. Filmpool Nord”. Filmpool Nord]. 1 april 2024. https://filmpoolnord.se/wp-content/uploads/2024/03/fpn-vb-2023-webb.pdf. Läst 3 november 2024.
8. ↑  ”Julkalenderduon från Östersund – vänner sedan högstadiet”. Östersunds-Posten. 23 december 2024. https://www.op.se/artikel/julkalenderduon-fran-ostersund-vanner-sedan-hogstadiet/. Läst 25 december 2024.
9. ↑  Andersson, Emelie (7 september 2023). ”Jonas från Lugnvik bakom SVT:s julkalender: ”Extra mäktigt””. Sveriges Radio. https://sverigesradio.se/artikel/jonas-fran-lugnvik-bakom-svts-julkalender-extra-maktigt. Läst 8 september 2023.
10. 1 2  ”Ett magiskt vinteräventyr där snön inte faller”. Älvsbyns kommun. https://www.alvsbyn.se/nyheter/ett-magiskt-vinteraventyr-dar-snon-inte-faller/. Läst 21 oktober 2024.
11. ↑  ”Jonas från Lugnvik om hur han kom på handlingen i årets julkalender”. LT. 23 november 2024. https://www.ltz.se/2024-11-23/jonas-fran-lugnvik-om-hur-han-kom-pa-handlingen-i-arets-julkalender/. Läst 23 november 2024.
12. ↑  ”Relationen till markerna viktig i Snödrömmar” (på nordsamiska). Sveriges Radio. 9 december 2024. https://sverigesradio.se/artikel/relationen-till-markerna-viktig-i-snodrommar. Läst 19 december 2024.
13. 1 2  ”Oskar från Tärnaby bakom årets julkalender”. www.vk.se. 30 november 2024. https://www.vk.se/2024-11-30/han-har-skrivit-arets-julkalender-som-att-skriva-tre-langfilmer-efter-varandra-4d876. Läst 6 december 2024.
14. 1 2  ”Han ligger bakom årets julkalender”. 6 december 2024. Arkiverad från originalet den 8 december 2024. https://web.archive.org/web/20241208155508/https://www.mitti.se/nyheter/han-ligger-bakom-arets-julkalender-6.3.263714.50ba037832. Läst 17 december 2024.
15. 1 2  Sameradion (21 juni 2023). ”Samiska ungdomar sökes till julkalendern 2024”. Sveriges Radio. https://sverigesradio.se/artikel/samiska-ungdomar-sokes-till-julkalendern-2024. Läst 8 september 2023.
16. ↑  ”Tung roll i adventskalendern för Frösötjejen Hedvig”. Östersunds-Posten. 1 december 2024. https://www.op.se/2024-12-01/tung-roll-i-adventskalendern-for-frosotjejen-hedvig/. Läst 10 december 2024.
17. ↑  ”Tackade nej till julkalendern!? #snödrömmar #julkalender #svt #svtbarn #jul #bts #bakomkameran” (på engelska). https://www.youtube.com/shorts/6DZuH8dK6fo. Läst 4 januari 2025.
18. ↑  Nyheter, S. V. T. (25 november 2023). ”Sydsamiskt hantverk i nästa års julkalender”. SVT Nyheter. https://www.svt.se/nyheter/sapmi/sydsamiskt-hantverk-i-nasta-ars-julkalender--v7ntli. Läst 17 oktober 2024.
19. ↑  ”Samisk julkalender i SVT 2024 under inspelning”. Minoritet.se. https://minoritet.se/7966. Läst 17 oktober 2024.
20. ↑  ”SVT avslöjar: De spelar in julkalendern i Kåbdalis”. pt.se. Piteå-Tidningen. https://pt.se/kultur/tv/artikel/svt-avslojar-de-spelar-in-julkalendern-i-kabdalis/r37pek8l. Läst 6 september 2023.
21. ↑  ”Regissören: ”Kanske gråter i december 2024 för att de är så dumma mot mig””. Östersunds-Posten. 7 september 2023. https://www.op.se/2023-09-07/kanske-grater-i-december-2024-for-att-de-ar-sa-dumma-mot-mig. Läst 8 september 2023.
22. ↑  Johansson, Anneli; Adolfsson, Johannes (6 september 2023). ”Frösötjej med i nästa års julkalender”. Sveriges Radio. https://sverigesradio.se/artikel/frosotjej-med-i-nasta-ars-julkalender. Läst 6 september 2023.
23. 1 2  ”Julkalendern avslutar inspelningarna i länet: "Tråkigt"”. kuriren.nu. Norrbottens-Kuriren. 2 november 2023. https://kuriren.nu/bli-prenumerant/artikel/r0x1egqr/nk-1m1kr_s_23. Läst 7 december 2023.
24. ↑  ”Julkalendern 2024 är klara med sina inspelningar i norr”. norran.se. Norran. 6 november 2023. https://norran.se/bli-prenumerant/artikel/jpmmkz6j/nv-1m1kr_s_23. Läst 7 december 2023.
25. ↑  ”Filminspelning pågår”. Älvsbyns kommun. https://www.alvsbyn.se/nyheter/filminspelning-pagar/. Läst 6 augusti 2024.
26. ↑  ”Så kom kommunhuset med i julkalendern”. www.dagenssamhalle.se. https://www.dagenssamhalle.se/chef-och-arbetsgivare/organisation/sa-kom-kommunhuset-med-i-julkalendern/. Läst 28 december 2024.
27. ↑  ”Väderpaniken - SVT tvingades smälta undan snö”. kuriren.nu. Norrbottens-Kuriren. 3 november 2023. https://kuriren.nu/bli-prenumerant/artikel/jvoqd97l/nk-1m1kr_s_23. Läst 7 december 2023.
28. ↑  Emma Vallin (15 december 2024). ”Filmfusket på årets julkalender: "Smälte snön med värmefilt"”. www.nsd.se. https://www.nsd.se/kultur/kultur-och-noje/artikel/filmfusket-pa-arets-julkalender-smalte-snon-med-varmefilt/r5vd0wwj. Läst 22 december 2024.
29. ↑  ”Kanis skidbacke agerar scen till julkalendern”. pt.se. https://pt.se/bli-prenumerant/artikel/l6gvkvzj/pt-12m29_s. Läst 15 februari 2024.
30. ↑  ”Independent Dekor om bygget bakom scenografin i Snödrömmar - eventeffect.se”. eventeffect.se. 12 oktober 2024. https://eventeffect.se/independent-dekor-om-bygget-bakom-scenografin-i-snodrommar/. Läst 14 oktober 2024.
31. ↑  ”SVT julkalender Snödrömmar 2024 | Independent Dekor” (på amerikansk engelska). https://independentdekor.se/svt-julkalender-snodrommar-2024/. Läst 19 november 2024.
32. ↑  S. V. T. Nyheter (7 december 2024). ”Lokala bidraget till SVT:s julkalender: ”Var lite hemligt””. SVT Nyheter. https://www.svt.se/nyheter/lokalt/sormland/lokala-bidraget-till-svts-julkalender-var-lite-hemligt. Läst 17 december 2024.
33. ↑  ”Ö-viksprofilens insats i julkalendern”. Allehanda.se. 5 december 2024. https://www.allehanda.se/2024-12-05/o-viksprofilens-insats-i-julkalendern/. Läst 17 december 2024.
34. ↑  ”Per Elofs hemliga insats i julkalendern: ”Ovanligt jobb””. Tidningen Ångermanland. 11 december 2024. https://www.tidningenangermanland.se/2024-12-11/per-elofs-hemliga-insats-i-julkalendern-ovanligt-jobb/. Läst 19 december 2024.
35. ↑  Sonny Jonasson (22 december 2024). ”Lovas sameslöjd kan ses i årets julkalender”. Lokalt i Dalarna. https://lokalti.se/lovas-sameslojd-kan-ses-i-arets-julkalender/. Läst 10 februari 2025.
36. ↑  ”Så blev Kilafors en del av årets julkalender”. Ljusnan. 24 december 2024. https://www.ljusnan.se/2024-12-24/sa-blev-kilafors-en-del-av-arets-julkalender/. Läst 25 december 2024.
37. ↑  ”Snödrömmar – Medverkande”. https://credits.svt.se/snodrommar/. Läst 25 december 2024.
38. 1 2  Magnus Tosser (11 december 2024). ”Maxida Märaks kärlekskrav: "Ska för i helvete kunna hamra"”. www.nsd.se. https://www.nsd.se/podd/kultur-och-noje/artikel/maxida-maraks-karlekskrav-ska-for-i-helvete-kunna-hamra-/re6ed1yl. Läst 19 december 2024.
39. ↑  S. V. T. Nyheter (10 december 2024). ”Här dyker Maxida Märak oväntat upp i julkalendern”. SVT Nyheter. https://www.svt.se/nyheter/sapmi/har-dyker-maxida-marak-ovantat-upp-i-julkalendern. Läst 19 december 2024.
40. ↑  ”Libris katalogisering”. Libris katalogisering. https://libris.kb.se/katalogisering/4p85l3q32hhm3kcf. Läst 23 november 2024.
41. ↑  Oscar Lindström (4 december 2024). ”Fusket under inspelningen av "Snödrömmar" – så lurar produktionen bakom årets julkalender alla”. Nöjeslivet. https://nojeslivet.newsner.com/tv/svts-julkalender-snodrommar-innehaller-ett-fusk/. Läst 13 december 2024.
42. ↑  ”Snödrömmar (2024)”. kritiker.se. https://kritiker.se/serier/snodrommar/. Läst 12 december 2024.
43. ↑  ”RECENSION: Så bra är årets julkalender: ”En Narnia-dröm som gör ont i själen””. Blekinge Läns Tidning. 27 november 2024. https://www.blt.se/2024-11-27/arets-julkalender-ar-en-narnia-drom-som-gor-ont-i-sjalen/. Läst 28 november 2024.
44. ↑  ”RECENSION: Betyg: Årets julkalender är en Narnia-dröm som gör ont i själen”. Borås Tidning. 28 november 2024. https://www.bt.se/2024-11-28/arets-julkalender-ar-en-narnia-drom-som-gor-ont-i-sjalen-PEG5W/. Läst 28 november 2024.
45. ↑  Lars Böhlin (29 november 2024). ”Samer i centrum för rapp julkalender”. Västerbottens-Kuriren. Läst 5 december 2024.
46. 1 2  Hallhagen, Erika (29 november 2024). ””Årets julkalender känns i kroppen””. Svenska Dagbladet. ISSN 1101-2412. https://www.svd.se/a/0Vg59B/recension-snodrommar-nya-julkalendern-utspelar-sig-i-sapmi. Läst 5 december 2024.
47. ↑  ”Så bra är den första julkalendern från SVT som utspelar sig i Sapmí”. DN.se. 1 december 2024. https://www.dn.se/kultur/sa-bra-ar-den-forsta-julkalendern-fran-svt-som-utspelar-sig-i-sapmi/. Läst 10 december 2024.
48. ↑  Elin Fredriksson (29 november 2024). ”Dags för SVT:s julkalender”. www.expressen.se. https://www.expressen.se/nyheter/laget/arets-julkalender-i-svt-sa-bra-ar-snodrommar/. Läst 1 januari 2025.
49. ↑  Expressen (28 november 2024). ”Årets julkalender i SVT: ”Den gör jobbet””. https://www.youtube.com/watch?v=G1gFd-imSPM. Läst 4 januari 2025.
50. ↑  ”RECENSION: ”Snödrömmar”: Hur kan en julkalender se så billig ut?”. Sydsvenskan. 1 december 2024. https://www.sydsvenskan.se/2024-12-01/snodrommar-hur-kan-en-julkalender-se-sa-billig-ut/. Läst 10 december 2024.
51. ↑  ”Recension: ”Snödrömmar” (2024) – så högt betyg får nya julkalendern”. Filmtopp.se. https://www.filmtopp.se/recension/svtplay-snodrommar-2024-sa-hogt-betyg-far-nya-julkalendern. Läst 6 december 2024.
52. ↑  ”ANNA HELLGREN: SVT:s julkalender har missat woke-förbudet”. www.expressen.se. 30 november 2024. https://www.expressen.se/kultur/anna-hellgren/svts-julkalender-har-missat-woke-forbudet/. Läst 6 december 2024.
53. ↑  Hallhagen, Erika (29 november 2024). ””Årets julkalender känns i kroppen””. Svenska Dagbladet. ISSN 1101-2412. https://www.svd.se/a/0Vg59B/recension-snodrommar-nya-julkalendern-utspelar-sig-i-sapmi. Läst 6 december 2024.
54. ↑  Nilsson, Ylva (29 november 2024). ””Snödrömmar” – lyckad magisk klimatjulsaga”. Sveriges Radio. https://sverigesradio.se/artikel/snodrommar-lyckad-magisk-klimatjulsaga. Läst 5 december 2024.
55. ↑  Jan Andersson (1 december 2024). ”Recension: Varför tog det 65 år att göra en samisk julkalender?”. Göteborgs-Posten. https://www.gp.se/kultur/tv/tv-recension/recension-julkalendern-snodrommar-svt.9006112f-7ccb-403b-9a92-d1dca89c17a1. Läst 10 december 2024.
56. ↑  ”Tv-toppen: "Snödrömmar" in på tredje plats”. nyheter24.se. 2 december 2024. https://nyheter24.se/noje/kultur/1365673-tv-toppen-snodrommar-in-pa-tredje-plats. Läst 12 december 2024.
57. ↑  S. V. T. Nyheter (5 december 2024). ”Tittarrekord för julkalendern: ”Otroligt mycket kärlek””. SVT Nyheter. https://www.svt.se/nyheter/sapmi/tittarrekord-for-julkalendern-otroligt-mycket-karlek. Läst 14 december 2024.
58. ↑  Annicka Gunnarsson (3 januari 2025). ”Här är tv-programmen som lockade miljonpublik till SVT under julen | Oskarshamns-Nytt”. www.oskarshamns-nytt.se. https://www.oskarshamns-nytt.se/har-ar-tv-programmen-som-lockade-miljonpublik-till-svt-under-julen/. Läst 4 januari 2025.
59. ↑  ”SVT:s julprogram lockade storpublik”. omoss.svt.se. 3 januari 2025. https://omoss.svt.se/arkiv/nyhetsarkiv/2025-01-03-svts-julprogram-lockade-storpublik.html. Läst 4 januari 2025.
60. ↑  ”Bilderna i SVT:s julkalender får tittarna att reagera starkt: "Man märker att..."”. www.svenskdam.se. 2 december 2024. https://www.svenskdam.se/noje/bilderna-i-svts-julkalender-far-tittarna-att-reagera-starkt-man-marker-att/10555239. Läst 12 december 2024.
61. ↑  ”Bluffen i SVT:s julkalender Snödrömmar – tvingades agera under inspelningen”. www.hant.se. 2 december 2024. https://www.hant.se/noje/sanningen-om-julkalendern-snodrommar-ar-inte-som-det-ser-ut/10554833. Läst 12 december 2024.
62. ↑  Oscar Lindström (2 december 2024). ”Tittarna jublar över årets julkalender i SVT – nu säger alla samma sak om "Snödrömmar"”. Nöjeslivet. https://nojeslivet.newsner.com/tv/tittarna-jublar-over-svts-julkalender-snodrommar/. Läst 25 december 2024.
63. ↑  Oscar Lindström (27 december 2024). ”Tittarnas starka reaktioner efter "Snödrömmar" – detaljen som folk väljer att hylla”. Nöjeslivet. https://nojeslivet.newsner.com/tv/tittarna-jublar-efter-sista-avsnittet-av-snodrommar/. Läst 28 december 2024.
64. ↑  ”RECENSION: Juryn är enig – så reagerar barnen på årets julkalender”. Skånska Dagbladet. 30 november 2024. https://www.skd.se/2024-11-30/juryn-ar-enig-sa-reagerar-barnen-pa-arets-julkalender/. Läst 6 december 2024.
65. ↑  ”Så är årets julkalender – enligt barnen: ”Känner mig pyttelite rädd””. Trelleborgs Allehanda. 2 december 2024. https://www.trelleborgsallehanda.se/2024-12-02/sa-ar-arets-julkalender-enligt-barnen-kanner-mig-pyttelite-radd/. Läst 12 december 2024.
66. ↑  Dillner, Saga; Tonlycke, Jenny (2 december 2024). ”Nu är julkalendern igång – Laura och Hilda ger tumme upp”. Sveriges Radio. https://sverigesradio.se/artikel/nu-ar-julkalendern-igang-hilda-och-laura-ger-tumme-upp. Läst 12 december 2024.
67. ↑  Wadstedt, Therés (7 december 2024). ”Årets julkalender får högsta betyg: ”Lärt mig flera ord””. Sveriges Radio. https://sverigesradio.se/artikel/arets-julkalender-far-hogsta-betyg-lart-mig-flera-ord. Läst 17 december 2024.
68. ↑  ”Så tycker Umeås barn om årets julkalender Snödrömmar”. www.vk.se. 13 december 2024. https://www.vk.se/2024-12-13/sa-tycker-umeas-barn-om-arets-julkalender-snodrommar-300c2. Läst 19 december 2024.
69. ↑  ”Julkalendern på tv en succé – kan du de samiska orden?”. HD. 13 december 2024. https://www.hd.se/artikel/julkalendern-pa-tv-en-succe-kan-du-de-samiska-orden/. Läst 19 december 2024.
70. ↑  S. V. T. Nyheter (9 mars 2025). ”De får priset Årets Gregorius 2025”. SVT Nyheter. https://www.svt.se/nyheter/lokalt/jamtland/de-far-priset-arets-gregorius-2025. Läst 9 mars 2025.
71. ↑  ”De är årets Gregorius: ”Tacksamma””. Östersunds-Posten. 8 mars 2025. https://www.op.se/artikel/de-ar-arets-gregorius/. Läst 9 mars 2025.
72. ↑  ”De har chans att vinna på Riagalan”. www.dagensmedia.se. https://www.dagensmedia.se/ljud-och-rorligt/tv/de-har-chans-att-vinna-pa-riagalan/. Läst 9 mars 2025.
73. ↑  ”Här är årets vinnare! – Riagalan”. https://riagalan.se/har-ar-arets-vinnare/. Läst 5 april 2025.
74. ↑  ”Här kan du se rekvisita från julkalendern”. www.folkbladet.nu. 12 december 2024. https://www.folkbladet.nu/2024-12-12/har-kan-du-se-rekvisita-fran-julkalendern-det-har-inte-synts-i-rutan-annu-6fb58. Läst 19 december 2024.
75. ↑  ”Tjelmetje visas i Tärnaby”. www.lokaltidningen.nu. 15 december 2024. https://www.lokaltidningen.nu/2024-12-15/tjelmetje-lockar-besokare-till-tarnaby-d9ec7. Läst 22 december 2024.
76. 1 2  Lars-Göran Norlin (25 januari 2025). ”Lova fick magiska kristallen Tjelmetje tillbaka till Kåbdalis”. www.nsd.se. https://www.nsd.se/nyheter/kabdalis/artikel/lova-fick-magiska-kristallen-tjelmetje-tillbaka-till-kabdalis/r90ve85r. Läst 26 januari 2025.
77. ↑  S. V. T. Nyheter (7 februari 2025). ”Magiska kristallen på plats i Jokkmokk – publikdragare på museet”. SVT Nyheter. https://www.svt.se/nyheter/lokalt/norrbotten/magiska-kristallen-pa-plats-i-jokkmokk-publikdragare-pa-museet. Läst 8 februari 2025.
78. ↑  ”Snödrömmar intog biblioteket”. www.lokaltidningen.nu. 10 april 2025. https://www.lokaltidningen.nu/2025-04-10/snodrommar-intog-biblioteket-40123. Läst 13 april 2025.
79. ↑  ”Samisk tavla på jungfrubesök i länet”. www.lokaltidningen.nu. 17 april 2025. https://www.lokaltidningen.nu/2025-04-17/samisk-tavla-pa-jungfrubesok-i-lanet-8d5e2. Läst 24 april 2025.
80. ↑  Kent Lidman (2 januari 2025). ”Stort intresse för Kåbdalis efter årets julkalender”. www.pt.se. https://www.pt.se/nyheter/kabdalis/artikel/stort-intresse-for-kabdalis-efter-arets-julkalender/jowyxn7l. Läst 2 januari 2025.
81. ↑  ”Solsken, påskkänsla och stora planer hos Kåbdalis”. Besöksliv. https://www.besoksliv.se/nyheter/solsken-paskkansla-och-stora-planer-hos-kabdalis/. Läst 24 april 2025.